# MTV Europe Music Awards 2006
Trzynaste rozdanie nagród MTV Europe Music Awards odbyło się 2 listopada 2006 roku w Kopenhadze. Miejscem ceremonii był Bella Center i Rådhuspladsen. Gospodarzem był amerykański piosenkarz Justin Timberlake.

## Zwycięzcy

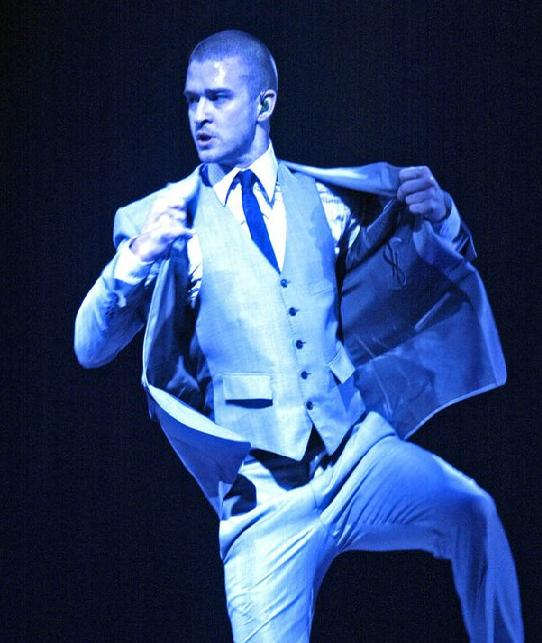
Prowadzący ceremonię w 2006 roku: Justin Timberlake

- Najlepszy wokalista: Justin Timberlake
- Najlepsza wokalistka: Christina Aguilera
- Najlepszy zespół: Depeche Mode
- Najlepszy wykonawca POP: Justin Timberlake
- Najlepszy wykonawca rock: The Killers
- Najlepszy wykonawca R&B: Rihanna
- Najlepszy wykonawca Hip-Hop: Kanye West
- Najlepszy wykonawca alternatywny: Muse
- Najlepsza piosenka: Gnarls Barkley, Crazy
- Najlepszy teledysk: Justice vs. Simian, We Are Your Friends
- Najlepszy album: Red Hot Chili Peppers, Stadium Arcadium
- Nowe brzmienie: Gnarls Barkley
- Najlepszy wykonawca adriatycki: Aleksandra Kovač
- Najlepszy wykonawca afrykański: Freshlyground
- Najlepszy wykonawca bałtycki: Brainstorm
- Najlepszy wykonawca duński: Outlandish
- Najlepszy wykonawca holenderski & belgijski: Anouk
- Najlepszy wykonawca fiński: Poets of the Fall
- Najlepszy wykonawca francuski: Diam’s
- Najlepszy wykonawca niemiecki: Bushido
- Najlepszy wykonawca włoski: Finley
- Najlepszy wykonawca norweski: Marit Larsen
- Najlepszy wykonawca polski: Blog 27
- Najlepszy wykonawca portugalski: Moonspell
- Najlepszy wykonawca rumuński: DJ Project
- Najlepszy wykonawca rosyjski: Dima Bilan
- Najlepszy wykonawca hiszpański: La Excepción
- Najlepszy wykonawca szwedzki: Snook
- Najlepszy wykonawca brytyjski & irlandzki: The Kooks

Wystąpili: Justin Timberlake, Nelly Furtado, Muse, The Killers, Keane, Diddy & Cassie, Rihanna, Snoop Dogg, Outlandish, Jet, Lordi, Gwar.